# Super Nintendo World
Super Nintendo World és una àrea temàtica a Universal Studios Japan i Universal Studios Hollywood. Hi ha més àrees en construcció a Universal Studios Singapore i el proper Universal Epic Universe a Universal Orlando Resort. Fruit d'una associació entre Nintendo i Universal Destinations & Experiences, l'àrea es basa en franquícies de videojocs de Nintendo, principalment la franquícia Mario.
L'associació entre Nintendo i Universal es va anunciar el maig de 2015. L'any següent es va anunciar la construcció d'una àrea temàtica de Nintendo per a Universal Studios Japan i ambdues ubicacions americanes. La construcció de l'àrea d'Universal Studios Japan va començar el juny de 2017. Després de diversos retards a causa de la pandèmia de la COVID-19, l'àrea es va obrir a Universal Studios Japan el 18 de març de 2021. La ubicació d'Universal Studios Hollywood es va obrir el 17 de febrer de 2023. El creador de Mario, Shigeru Miyamoto, va estar molt implicat en el disseny de l'àrea i les atraccions.